# Torre Beretti e Castellaro
Torre Beretti e Castellaro – miejscowość i gmina we Włoszech, w regionie Lombardia, w prowincji Pawia.
Według danych na rok 2004 gminę zamieszkiwało 558 osób, 32,8 os./km².